# اتحادیه سرمربیان فوتبال لیگ انگلستان
اتحادیه سرمربیان فوتبال لیگ انگلستان سندیکا سرمربی‌های فوتبال شاغل در لیگ‌های برتر ٫ چمپیونشیپ٫یک٫ دوم و تیم ملی انگلیس می‌باشد. این سندیکا در سال ۱۹۹۲ بنیان نهاده شد و سپس از سال ۱۹۹۴ به بعد هر ساله سرمربی برتر سال را در انگلیس انتخاب می‌کند. به صورت سنتی ریاست این سندیکا بر عهده سرمربی تیم ملی انگلیس می‌باشد، بدین معنی که ریاست کنونی این سندیکا بر عهده سرمربی وقت تیم ملی ٫ گرت ساوتگیت است.

## برترین سرمربیان سال
هر سال پس از پایان لیگ‌های فوتبال در انگلستان در میان تمامی سرمربیان این اتحادیه با راًی‌گیری برترین سرمربی سال انتخاب می‌شود. 
| سال  | سرمربی       | ملیت          | باشگاه          | منبع   |
| ---- | ------------ | ------------- | --------------- | ------ |
| ۱۹۹۴ | جو کینر      | جمهوری ایرلند | ویمبلدون        |        |
| ۱۹۹۵ | فرانک کلارک  | انگلستان      | ناتینگهام فارست |        |
| ۱۹۹۶ | پیتر رید     | انگلستان      | ساندرلند        |        |
| ۱۹۹۷ | دنی ویلسون   | ایرلند شمالی  | بارنزلی         |        |
| ۱۹۹۸ | دیو جونز     | انگلستان      | ساوت‌همپتون      |        |
| ۱۹۹۹ | الکس فرگوسن  | اسکاتلند      | منچستریونایتد   |        |
| ۲۰۰۰ | آلن کربیشلی  | انگلستان      | چارلتون اتلتیک  |        |
| ۲۰۰۱ | جرج بارلی    | اسکاتلند      | ایپسویچ تاون    | [ ۲ ]  |
| ۲۰۰۲ | آرسن ونگر    | فرانسه        | آرسنال          | [ ۳ ]  |
| ۲۰۰۳ | دیوید مویس   | اسکاتلند      | اورتون          | [ ۴ ]  |
| ۲۰۰۴ | آرسن ونگر    | فرانسه        | آرسنال          | [ ۵ ]  |
| ۲۰۰۵ | دیوید مویس   | اسکاتلند      | اورتون          | [ ۶ ]  |
| ۲۰۰۶ | استیو کوپل   | انگلستان      | ریدینگ          |        |
| ۲۰۰۷ | استیو کوپل   | انگلستان      | ریدینگ          | [ ۷ ]  |
| ۲۰۰۸ | الکس فرگوسن  | اسکاتلند      | منچستریونایتد   | [ ۸ ]  |
| ۲۰۰۹ | دیوید مویس   | اسکاتلند      | اورتون          | [ ۹ ]  |
| ۲۰۱۰ | روی هاجسون   | انگلستان      | فولام           |        |
| ۲۰۱۱ | الکس فرگوسن  | اسکاتلند      | منچستریونایتد   |        |
| ۲۰۱۲ | آلن پاردو    | انگلستان      | نیوکاسل         | [ ۱۰ ] |
| ۲۰۱۳ | الکس فرگوسن  | اسکاتلند      | منچستریونایتد   | [ ۱۱ ] |
| ۲۰۱۴ | برندان راجرز | ایرلند شمالی  | لیورپول         | [ ۱۲ ] |
| ۲۰۱۵ | ادی هوو      | انگلستان      | بورنموث         | [ ۱۳ ] |

## بیشترین کسب عنوان سرمربی سال به تفکیک اشخاص
|               | نام سرمربی   | کسب جایزه | سال                    |
| ------------- | ------------ | --------- | ---------------------- |
| اسکاتلند      | الکس فرگوسن  | ۴         | ۱۹۹۹, ۲۰۰۸, ۲۰۱۱, ۲۰۱۳ |
| اسکاتلند      | دیوید مویس   | ۳         | ۲۰۰۳, ۲۰۰۵, ۲۰۰۹       |
| فرانسه        | آرسن ونگر    | ۲         | ۲۰۰۲, ۲۰۰۴             |
| انگلستان      | استیو کوپل   | ۲         | ۲۰۰۶, ۲۰۰۷             |
| جمهوری ایرلند | جو کینر      | ۱         | ۱۹۹۴                   |
| انگلستان      | فرانک کلارک  | ۱         | ۱۹۹۵                   |
| انگلستان      | پیتر رید     | ۱         | ۱۹۹۶                   |
| ایرلند شمالی  | دنی ویلسون   | ۱         | ۱۹۹۷                   |
| انگلستان      | دیو جونز     | ۱         | ۱۹۹۸                   |
| انگلستان      | آلن کربیشلی  | ۱         | ۲۰۰۰                   |
| اسکاتلند      | جرج بارلی    | ۱         | ۲۰۰۱                   |
| انگلستان      | روی هاجسون   | ۱         | ۲۰۱۰                   |
| انگلستان      | آلن پاردو    | ۱         | ۲۰۱۲                   |
| ایرلند شمالی  | برندان راجرز | ۱         | ۲۰۱۴                   |
| انگلستان      | ادی هوو      | ۱         | ۲۰۱۵                   |